# Pablo Lanz y Marentes
Pablo Lanz y Marentes (17?? - 1855) fue un político novohispano (mexicano después de la independencia de México). Gobernador interino de Yucatán por breve lapso en 1832, cuando José Carvajal pidió licencia y partió al puerto de Campeche para asumir la comandancia militar de la región. En ese punto la gubernatura correspondió a Pablo Lanz quien era el vicegobernador, pero a las pocas semanas este renunció a continuar en el encargo y entonces se designó a Manuel Carvajal quien, al cabo del mes de septiembre de ese año, le entregó el poder nuevamente a su hermano.

## Datos históricos y biográficos
Fue procurador en el ayuntamiento de Campeche en 1813, 1815, 1818 y 1820, antes de la consumación de la independencia de Yucatán. También fue diputado federal al Congreso de la Unión. Fue parte de la Junta Gubernativa Provisional de Yucatán en 1823. Fue senador por Yucatán junto con Lorenzo de Zavala.
En 1831 fue elegido vicegobernador cuando José Segundo Carvajal fue gobernador. En 1832, este último debió ausentarse hacia Campeche para hacerse cargo de la comandancia militar; entonces, durante un lapso breve, Pablo Lanz se hizo cargo como gobernador interino del mando político en Yucatán. Al complicarse la situación política entre centralistas y federalistas decidió pedir licencia y entonces asumió el cargo de gobernador Manuel Carvajal Cavero, hermano de José Segundo quien finalmente re-asumió el poder a finales del mes de septiembre de ese año de 1832.